# Chris Craft
Christopher Craft (17 de novembro de 1939 – 20 de fevereiro de 2021) foi um automobilista de corridas britânico nascido na Inglaterra.

## Carreira
Participou de 2 Grandes Prêmios de Fórmula 1 em 1971: Canadá e Estados Unidos. Começou a sua carreira em 1962 com um Ford Anglia. Competiu em 1968 na Fórmula 3. Conseguiu um terceiro lugar nas 24 horas de Le  Mans de 1976. Depois de se retirar fundou a Light Car Company. Ele projetou o carro esporte da empresa.

## Morte
Morreu em 20 de fevereiro de 2021, aos 81 anos.